# 丸山不二夫
丸山不二夫（まるやま ふじお、1948年〈昭和23年〉 - ）は、日本の哲学者、IT教育者。大学院時代の専門は数理哲学。稚内北星学園大学初代学長。元早稲田大学客員教授。IT関連のコミュニティーの組織者としても知られている。日本Javaユーザ会、日本Androidの会初代会長。クラウド研究会代表。IT技術者の情報共有コミュニティー「マルレク」、学生向けのディープラーニングの開発・教育のコミュニティー「MaruLabo」を立ち上げ、現在はそれらを統合した一般社団法人MaruLaboを主な活動としている。

## 略歴
秋田県大館市出身。東京大学教育学部卒業。1981年（昭和56年）一橋大学大学院社会学研究科博士課程修了。指導教官は岩崎允胤。1987年（昭和62年）稚内北星学園短期大学経営情報学科教授。2000年（平成12年）から2007年（平成19年）まで稚内北星学園大学初代学長。2007年（平成19年）早稲田大学大学院情報生産システム研究科客員教授。2016年（平成28年）sMedio技術顧問。

## MaruLabo活動
技術と科学のアーリーアダプターを主要な対象として、技術と科学の未来を展望する上で同氏が重要と考えるトピックについて、出来るだけ新しい情報を、出来るだけわかりやすく、出来るだけ多くの⼈に、伝えていくことを⽬標にしている。毎年異なるトピックを取り上げ、それに関するセミナー開催、解説資料提供などを行っている。
- 2022年
  - カテゴリー論
  - 分散合意アルゴリズム Paxos
- 2021年
  - 量子情報や計算科学とエントロピー
  - コロモゴロフ複雑性
  - エンタングルメント
  - チューリングマシン
- 2020年
  - インタラクティブ・プルーフ
  - ラムダ計算と関数型言語
  - Coq
- 2019年
  - 量子アルゴリズム
  - 計算主義的言語理論
  - 量子コンピュータ
- 2018年
  - 回帰型ニューラルネットワーク

## 主著
- 『情報メディア論』（八千代出版、2000年）
- 首藤一幸と共著『クラウドの技術 ― 雲の世界の向こうをつかむ』（アスキー・メディアワークス、2009年）

## 講演資料集
- 丸山 講演資料集